# Rod Hundley
Rodney Clark "Hot Rod" Hundley (26 d'octubre de 1934 - 27 de març de 2015) va ser un jugador de bàsquet i presentador de televisió nord-americà, que com a jugador va jugar durant 6 temporades a l'NBA. Fou el número u del draft de l'NBA del 1957. Amb 1,93 metres d'alçada jugava en la posició de base.

## Trajectòria esportiva

### Universitat
Va jugar durant 4 temporades amb els Mountaineers de la Universitat de West Virginia. Va ser el quart jugador de la història de l'NCAA a sobrepassar els 2000 punts en la seva carrera. Va ser triat en dues ocasions en el primer quintet All-American i encara conserva 8 rècords de la seva universitat. En total va fer una mitjana de 24,5 punts i 10,6 rebots per partit.

### Professional
Va ser triat en la primera posició del Draft de l'NBA del 1957 pels Cincinnati Royals, que immediatament el van traspassar als Minneapolis Lakers. En aquest equip va jugar les sis temporades que va romandre com a professional, les tres últimes ja en la seva ubicació actual, Los Angeles. Va ser seleccionat en dues ocasions per disputar l'All-Star Game. En el total de la seva carrera va fer una mitjana de 8,4 punts, 3,4 assistències i 3,3 rebots per partit.

## Estadístiques de la seva carrera a l'NBA

### Temporada regular
| Temporada | Edat | Equip              | Lliga | Pos. |     | TIT | MIN  | TC  | TCA  | %TC  | 3 | 3PA | %3 | 2   | 2PA  | %2   | TL  | TLA | %TL  | R.of. | R.DEF. | REB | ASIS | ROB | TAP | PER | FP  | PTES |
| 1957-58   | 23   | Minneapolis Lakers | NBA   | SG   | 65  |     | 17.8 | 2.7 | 8.4  | .318 |   |     |    | 2.7 | 8.4  | .318 | 1.6 | 2.5 | .642 |       |        | 2.9 | 1.9  |     |     |     | 1.5 | 7.0  |
| 1958-59   | 24   | Minneapolis Lakers | NBA   | PG   | 71  |     | 23.4 | 3.6 | 10.1 | .360 |   |     |    | 3.6 | 10.1 | .360 | 2.3 | 3.1 | .752 |       |        | 3.5 | 2.9  |     |     |     | 2.0 | 9.6  |
| 1959-60 ★ | 25   | Minneapolis Lakers | NBA   | SG   | 73  |     | 31.2 | 5.0 | 14.0 | .358 |   |     |    | 5.0 | 14.0 | .358 | 2.8 | 3.7 | .744 |       |        | 5.3 | 4.6  |     |     |     | 2.7 | 12.8 |
| 1960-61 ★ | 26   | Los Angeles Lakers | NBA   | SG   | 79  |     | 27.6 | 4.1 | 11.7 | .351 |   |     |    | 4.1 | 11.7 | .351 | 2.8 | 3.7 | .753 |       |        | 3.7 | 4.4  |     |     |     | 1.8 | 11.0 |
| 1961-62   | 27   | Los Angeles Lakers | NBA   | SG   | 78  |     | 19.1 | 2.2 | 6.5  | .340 |   |     |    | 2.2 | 6.5  | .340 | 1.1 | 1.6 | .654 |       |        | 2.6 | 3.7  |     |     |     | 1.7 | 5.5  |
| 1962-63   | 28   | Los Angeles Lakers | NBA   | SG   | 65  |     | 12.1 | 1.4 | 4.0  | .336 |   |     |    | 1.4 | 4.0  | .336 | 1.3 | 1.8 | .706 |       |        | 1.6 | 2.3  |     |     |     | 1.2 | 4.0  |
| Total     |      |                    | NBA   |      | 431 |     | 22.2 | 3.2 | 9.2  | .347 |   |     |    | 3.2 | 9.2  | .347 | 2.0 | 2.8 | .721 |       |        | 3.3 | 3.4  |     |     |     | 1.8 | 8.4  |

### Playoffs
| Temporada | Edat | Equip              | Lliga | Pos. |    | TIT | MIN  | TC  | TCA  | %TC  | 3 | 3PA | %3 | 2   | 2PA  | %2   | TL  | TLA | %TL   | R.of. | R.DEF. | REB | ASIS | ROB | TAP | PER | FP  | PTES |
| 1958-59   | 24   | Minneapolis Lakers | NBA   | PG   | 13 |     | 13.5 | 1.5 | 4.5  | .345 |   |     |    | 1.5 | 4.5  | .345 | 0.9 | 1.1 | .857  |       |        | 1.8 | 1.5  |     |     |     | 1.2 | 4.0  |
| 1959-60   | 25   | Minneapolis Lakers | NBA   | SG   | 9  |     | 37.4 | 4.6 | 13.6 | .336 |   |     |    | 4.6 | 13.6 | .336 | 2.7 | 4.1 | .649  |       |        | 6.8 | 6.1  |     |     |     | 2.0 | 11.8 |
| 1960-61   | 26   | Los Angeles Lakers | NBA   | SG   | 12 |     | 23.9 | 2.5 | 8.4  | .297 |   |     |    | 2.5 | 8.4  | .297 | 1.7 | 2.4 | .690  |       |        | 3.4 | 3.8  |     |     |     | 1.6 | 6.7  |
| 1961-62   | 27   | Los Angeles Lakers | NBA   | SG   | 12 |     | 15.6 | 0.6 | 2.1  | .280 |   |     |    | 0.6 | 2.1  | .280 | 0.8 | 1.0 | .750  |       |        | 1.5 | 2.7  |     |     |     | 2.3 | 1.9  |
| 1962-63   | 28   | Los Angeles Lakers | NBA   | SG   | 7  |     | 4.9  | 0.4 | 1.4  | .300 |   |     |    | 0.4 | 1.4  | .300 | 0.4 | 0.4 | 1.000 |       |        | 0.9 | 0.7  |     |     |     | 0.1 | 1.3  |
| Total     |      |                    | NBA   |      | 53 |     | 19.2 | 1.9 | 6.0  | .320 |   |     |    | 1.9 | 6.0  | .320 | 1.3 | 1.8 | .716  |       |        | 2.8 | 3.0  |     |     |     | 1.5 | 5.1  |

Abans d'arribar a ser la veu dels Utah Jazz el 1974, va treballar durant 5 anys a la CBS com a presentador dels All-Star Game. Es va graduar en arts i ciències el 2000, 43 anys després de deixar la universitat per jugar a bàsquet com a professional.

### La Veu
Hundley va ser la veu dels Jazz de Utah des de 1974 quan van ser inclosos a l'NBA com a equip d'expansió a Nova Orleans fins a la seva jubilació a Salt Lake City seu de l'equip l'any 2009.

### Defunció
Va morir a casa seva, prop de Phoenix, Arizona, per complicacions de la malaltia d'Alzheimer. El sobreviuen les seves filles, Kimberly, Jacquie i Jennifer del seu matrimoni amb Florence, morta l'any 2006.